# Кахідзе Аслан Байрамалійович
Аслан Байрамалійович Кахідзе (каз. Аслан Кахидзе; нар. 28 жовтня 1988, Алматинська область, КазРСР, СРСР) — казахський борець вільного стилю, срібний та бронзовий призер чемпіонатів Азії, учасник Олімпійських ігор. Майстер спорту Казахстану міжнародного класу з вільної боротьби.

## Життєпис
Боротьбою почав займатися з 2003 року. Тренер — Атабек Алієв.

## Спортивні результати на міжнародних змаганнях

### Виступи на Олімпіадах
| Змагання                    | Збірна    | Вагова категорія          | Місце |
| --------------------------- | --------- | ------------------------- | ----- |
| Літні Олімпійські ігри 2016 | Казахстан | вільна боротьба, до 86 кг | 12    |

### Виступи на Чемпіонатах світу
| Змагання                        | Збірна    | Вагова категорія          | Місце |
| ------------------------------- | --------- | ------------------------- | ----- |
| Чемпіонат світу з боротьби 2013 | Казахстан | вільна боротьба, до 84 кг | 23    |
| Чемпіонат світу з боротьби 2014 | Казахстан | вільна боротьба, до 86 кг | 5     |

### Виступи на Чемпіонатах Азії
| Змагання                       | Збірна    | Вагова категорія          | Місце  |
| ------------------------------ | --------- | ------------------------- | ------ |
| Чемпіонат Азії з боротьби 2014 | Казахстан | вільна боротьба, до 86 кг | Срібло |
| Чемпіонат Азії з боротьби 2016 | Казахстан | вільна боротьба, до 86 кг | Бронза |

### Виступи на Кубках світу
| Змагання                    | Збірна    | Вагова категорія          | Місце |
| --------------------------- | --------- | ------------------------- | ----- |
| Кубок світу з боротьби 2013 | Казахстан | вільна боротьба, до 84 кг | 8     |

### Виступи на інших змаганнях
| Змагання                                                     | Збірна    | Вагова категорія          | Місце  |
| ------------------------------------------------------------ | --------- | ------------------------- | ------ |
| Турнір Яшара Догу 2012                                       | Казахстан | вільна боротьба, до 84 кг | 24     |
| Гран-прі «Іван Яригін» 2013                                  | Казахстан | вільна боротьба, до 84 кг | 11     |
| Турнір Алі Алієва 2013                                       | Казахстан | вільна боротьба, до 84 кг | 9      |
| Гран-прі Німеччини з боротьби 2013                           | Казахстан | вільна боротьба, до 84 кг | Срібло |
| Літня Універсіада 2013                                       | Казахстан | вільна боротьба, до 84 кг | 8      |
| Меморіал Вацлава Циолковського 2013                          | Казахстан | вільна боротьба, до 84 кг | 8      |
| Міжнародний турнір Дінмухамеда Кунаєва 2013                  | Казахстан | вільна боротьба, до 84 кг | Бронза |
| Турнір Олександра Медведя 2014                               | Казахстан | вільна боротьба, до 86 кг | Бронза |
| Міжнародний турнір Дінмухамеда Кунаєва 2014                  | Казахстан | вільна боротьба, до 97 кг | 5      |
| Гран-прі «Іван Яригін» 2015                                  | Казахстан | вільна боротьба, до 86 кг | 17     |
| Турнір Яшара Догу 2015                                       | Казахстан | вільна боротьба, до 86 кг | 14     |
| Турнір Алі Алієва 2015                                       | Казахстан | вільна боротьба, до 86 кг | 11     |
| Кубок Президента Казахстану з боротьби 2015                  | Казахстан | вільна боротьба, до 86 кг | Бронза |
| Міжнародний турнір Дінмухамеда Кунаєва 2015                  | Казахстан | вільна боротьба, до 86 кг | Бронза |
| Олімпійський кваліфікаційний турнір з боротьби 2016 (Астана) | Казахстан | вільна боротьба, до 86 кг | Срібло |
| Меморіал Вацлава Циолковського 2016                          | Казахстан | вільна боротьба, до 86 кг | 11     |
| Гран-прі Німеччини з боротьби 2016                           | Казахстан | вільна боротьба, до 86 кг | 9      |